# James Darmesteter
James Darmesteter (* 28. März 1849 in Château-Salins, Département Moselle; † 19. Oktober 1894 in Maisons-Laffitte bei Paris) war ein französischer Orientalist, insbesondere Iranist. Er ist vor allem für seine Arbeiten zur altiranischen Philologie und zoroastrischen Religion bekannt. Darmesteter hatte den Lehrstuhl für Persische Sprachen und Literaturen am Collège de France sowie für Avestische Sprache an der École pratique des hautes études inne.

## Leben
James Darmesteter stammte aus einer seit dem 18. Jahrhundert in Lothringen ansässigen jüdischen Familie, die zuvor aus Darmstadt emigriert war. Deshalb nahm sie in der Zeit der Französischen Revolution den Namen „Darmstädter“ an, der zu „Darmesteter“ französisiert wurde. Die Familie seiner Mutter Rosalie Brandeis stammte aus Prag. Der Vater, Cerf Darmesteter, war Buchbinder. Sein älterer Bruder Arsène Darmesteter wurde Linguist und Romanist, Experte für mittelalterliche französische Literatur und Sprachgeschichte.
Die Familie zog 1852 nach Paris, wo James Darmesteter im Marais aufwuchs. Er besuchte die Talmud-Torah-Schule des Consistoire israélite, das Lycée Charlemagne sowie das Lycée impérial Bonaparte und legte das Baccalauréat 1868 sowohl im sprachlich-geisteswissenschaftlichen als auch im naturwissenschaftlichen Zweig ab. Nach einem ersten Hochschulabschluss (licence ès lettres) studierte er ab 1872 in der historisch-philologischen Sektion der École pratique des hautes études (EPHE) vergleichende Grammatik bei Michel Bréal sowie Sanskrit bei Eugène-Louis Hauvette-Besnault und Abel Bergaigne. Zusätzlich zu Hebräisch und Aramäisch, die er schon seit der Schulzeit beherrschte, lernte er Arabisch und Persisch. Michel Bréal lenkte sein Interesse auf die Iranistik, damit Darmenester die von Eugène Burnouf begonnenen Studien zum Avestischen fortsetzen würde, eine der ältesten überlieferten iranischen Sprachen, in der die heilige Schrift des Zoroastrismus verfasst ist.
Darmesteter schloss das Studium an der EPHE 1875 mit einer Arbeit über Haurvatat und Ameretat, zwei der „Heilvollen Unsterblichen“ des Zoroastrismus, in der Mythologie des Avesta ab. Zwei Jahre später erlangte er mit einer Schrift über den Dualismus von Ahura Mazda (Ormozd) und Ahriman das doctorat ès lettres. Sein akademischer Lehrer Michel Bréal verschaffte Darmesteter 1877 eine Stelle als Repetitor für die avestische Sprache an der EPHE und machte ihn 1880 zu seinem Stellvertreter (Directeur-adjoint). Auf Einladung von Friedrich Max Müller trug Darmesteter zwei Bände des Zend-Avesta in englischer Übersetzung zur Reihe Sacred Books of the East bei (veröffentlicht 1880 und 1883). Er wurde 1882 zum Sekretär der Société asiatique gewählt.
1885 wurde Darmesteter als Professor für Persische Sprachen und Literaturen an das Collège de France berufen. Er reiste 1886 nach Indien, wo er die parsischen Gemeinschaften in Bombay, Navsari und anderen Orten in Gujarat besuchte, aber auch in Abbottabad und Peschawar im Grenzgebiet zu Afghanistan paschtunische Volkslieder sammelte. 1893 bekam er einen eigenen Lehrstuhl für Avestisch in der historisch-philologischen Sektion der EPHE.
Darmesteter heiratete 1888 die englische Dichterin und Essayistin Mary F. Robinson (1857–1944; spätere Duclaux). Seit einer Kinderkrankheit war er zeitlebens von schwächlicher Konstitution und labiler Gesundheit. Er starb im Alter von 45 Jahren.

## Werke
- Harvatat et Ameretat. (1875, preisgekrönt)
- Ormazd et Ahriman. (1877)
- Essais orientaux. (1883, preisgekrönt)
- Etude iraniennes. 2 Bde. (1883)
- Le Mahdi, depuis les origines de l’Islam jusqu'a nos jours. (1885)
- Les origines de la poesie persane. (1887)
- Chants populaires des Afghans. 3 Bde. (Paris 1888–1890)
- Lettres sur l’Inde. A la frontière afghane. (1887)
- La légende divine. (1890)
- Les prophètes d’Israel. (1892)

Postum erschien das Hauptwerk seines Schaffens
- die vollständige Übersetzung des Zend Avesta (1902/1903)